# Brussels Comics Museum
Het Brussels Comics Museum, voorheen Museum of original figurines of afgekort MOOF Museum, is een museum in Brussel dat gewijd is aan stripverhalen en 3D-animaties. Het bevat vooral veel beeldjes, ofwel figurines, en daarnaast stripboeken, films en andere stukken.

## Collectie
Op een vloeroppervlakte van twaalfhonderd vierkante meter staan meer dan zeshonderd objecten opgesteld; de totale collectie bestaat uit meer dan 3000 stukken. Centraal in het museum staan de striphelden. De collectie is samengesteld uit figuren uit de Belgische stripwereld, maar ook daarbuiten. Voorbeelden zijn Kuifje, De Smurfen, Guust Flater, Asterix en Obelix, trollen en Blake en Mortimer.

## Locaties en aanmoedigingsprijzen
Het museum werd in 2009 opgericht en was aanvankelijk gevestigd aan de Auguste Reyerslaan in Schaarbeek. In september 2011 verhuisde het naar de Grasmarktstraat nabij de Grote Markt in Brussel, meer specifiek in de Hortagalerij. Achter het museum staat de Stichting Raymond Leblanc, die de nalatenschap van de naamgever beheert; Leblanc was de persoon achter de uitgeverij Le Lombard, die onder meer het weekblad Kuifje uitgaf. Tegelijk met de heropening werden er ook drie aanmoedigingsprijzen ingesteld en uitgereikt, waaraan een prijzengeld was verbonden van twee- tot vijfduizend euro per prijs. In 2017 werd de prijs opgenomen als een van de Atomiumprijzen.